# Leșceanî, Șîșakî
Leșceanî (în ucraineană Лещани) este un sat în comuna Sahaidak din raionul Șîșakî, regiunea Poltava, Ucraina.

## Demografie
Componența lingvistică a localității Leșceanî
     Ucraineană (85,71%)
     Rusă (14,29%)
Conform recensământului din 2001, majoritatea populației localității Leșceanî era vorbitoare de ucraineană (85,71%), existând în minoritate și vorbitori de rusă (14,29%).